# Giorgio De Lullo
Giorgio De Lullo, né le 24 avril 1921 à Rome (Latium) et mort le 10 juillet 1981 dans la même ville, est un acteur et metteur en scène italien.

## Biographie
Né à Rome, De Lullo s'inscrit en 1943 à l'Académie d'art dramatique Silvio d'Amico, mais au bout de deux ans, il est contraint de quitter les cours car il a enfreint les règles académiques strictes en apparaissant dans une œuvre théâtrale mise en scène par Mario Landi et présentée au Teatro Manzoni de Milan. La même année, il est plébiscité par la critique pour son interprétation dans Il Candeliere mis en scène par Orazio Costa. En 1946, il fait ses débuts au cinéma et travaille sur scène avec Luchino Visconti, avec qui il collabore intensément au cours des années suivantes. En 1954, De Lullo cofonde la compagnie théâtrale « La compagnia dei giovani » avec Rossella Falk, Anna Maria Guarnieri, Romolo Valli et Umberto Orsini, et la compagnie obtient un succès national et international. Il débute comme metteur en scène en 1955, avec une adaptation de Gigi de Colette. Il meurt d'une cirrhose du foie.

## Filmographie sélective

### Acteur de cinéma

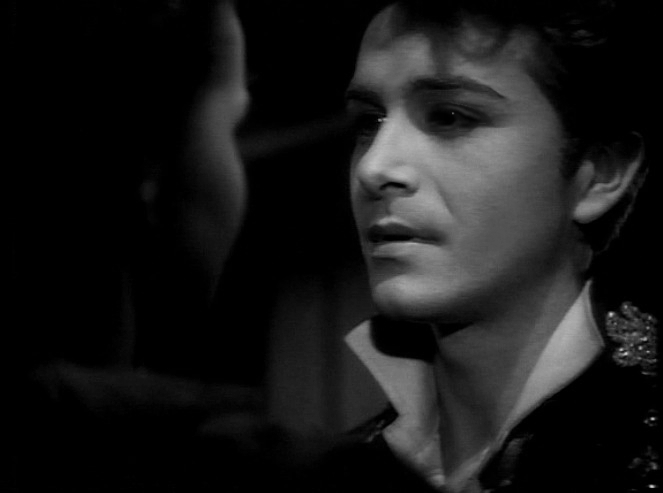
Giorgio De Lullo dans Eugénie Grandet (1946).

- 1945 : I dieci comandamenti de Giorgio Walter Chili
- 1946 : Mon fils professeur (Mio figlio professore) de Renato Castellani
- 1947 : Eugénie Grandet (Eugenia Grandet) de Mario Soldati
- 1948 : Les Belles Années (Cuore) de Vittorio De Sica et Duilio Coletti
- 1947 : Genoveffa di Brabante de Primo Zeglio
- 1950 : Il voto de Mario Bonnard
- 1953 : La pattuglia dell'Amba Alagi (it) de Flavio Calzavara
- 1953 : Il n'est jamais trop tard (Non è mai troppo tardi) de Filippo Walter Ratti
- 1954 : L'amour viendra (it) (Appassionatamente) de Giacomo Gentilomo
- 1954 : Cruelle Maternité (In amore si pecca in due) de Vittorio Cottafavi
- 1954 : Addio, Napoli! de Roberto Bianchi Montero
- 1963 : Le Procès de Vérone (Il processo di Verona) de Carlo Lizzani